# Гарматні майданчики типу ТАУТ (КиУР)

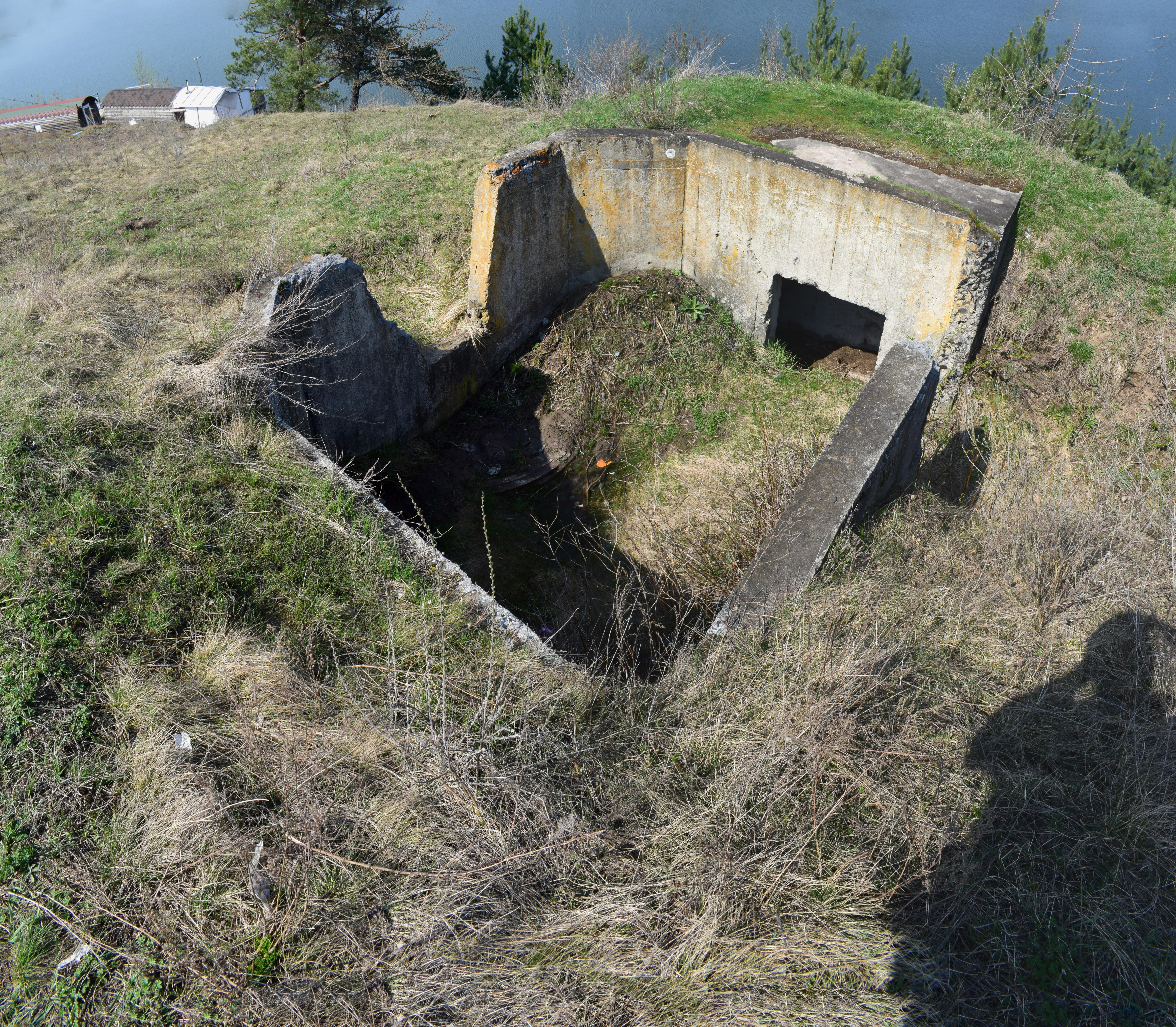
ТАУТ № 207 поблизу села Юрівка. Вид ззаду зліва, видно вхід до бокового снарядного погреба та виріз на фронтальній стінці для стволу гармати.

Гарматні майданчики типу ТАУТ (КиУР) — відкриті артилерійські довготривалі оборонні точки Київського укріпленого району.

## Історія
Достеменно значення абревіатури ТАУТ невідоме. Дослідники не виключають, що це «Тумбова Артилерийська Установка (Важка)» (рос. «Тумбовая Артиллерийская Установка (Тяжелая)»). Всього у КиУР була побудована 21 така споруда. Але не всі вони збереглися до сьогодення. Деякі були знищені у післявоєнні часи під час сільськогосподарських робіт та будівництва на околицях Києва.

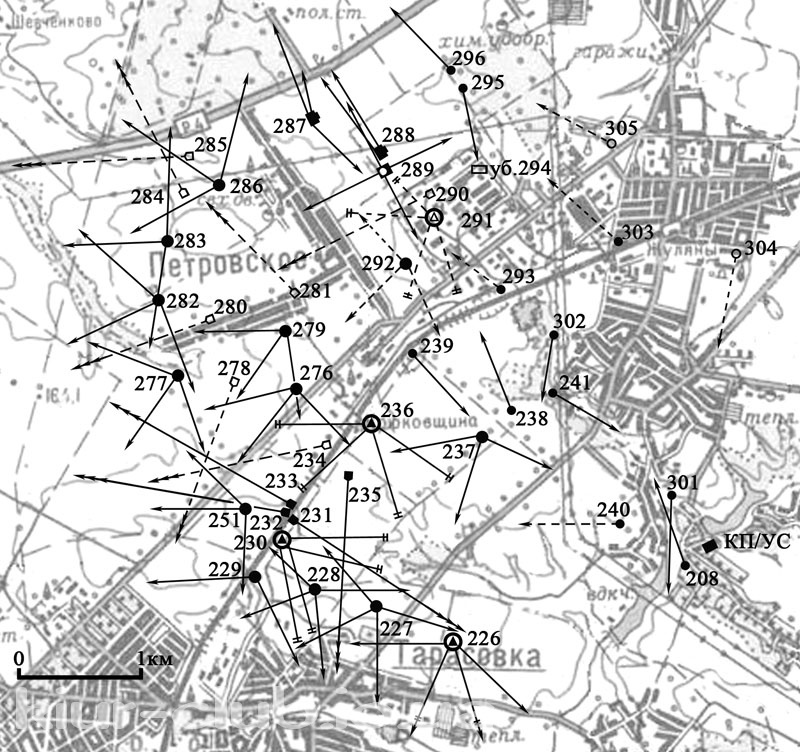
ТАУТ № 231, 232, 233, 234, 235, 278, 280, 281, 284, 285, 290 у системі оборони біля сіл Тарасівка та Святопетрівське (КиУР).

Мотивом будівництва споруд типу ТАУТ була необхідність мати в укріпрайоні свою штатну артилерію на найбільш загрозливих напрямках. Усі відомі на даний момент точки ТАУТ розташовані на найбільш танконебезпечній ділянці КиУР в районі сіл Віта-Поштова - Берестейське шосе. Одночасно існувала думка, що артилерія військ польового заповнення на відкритих позиціях може бути легко знешкоджена масованим вогнем супротивника.
ТАУТ був малопримітним, вкопаним у ґрунт відкритим майданчиком з бетону з двома боковими закритими приміщеннями для боєкомплекту. У передній (напольній) стінці зроблено виріз для гармати. Ширина самого майданчика досягала 4 метрів, а довжина — 3,2 метри. Висота стін — до 1,75 метра. Товщина стін сягала 15 сантиметрів. Приміщення для боєкомплекту мало розміри 2,2 метри на 1 метр. Висота його входу — 1,1 метра. Лише у двох точках ТАУТ існувало легке бетонне перекриття, а більшість споруд мали перекриття з дерев´яних колод. Для озброєння таких оборонних споруд залучили 76-мм гармати зразка 1900 року на капонірному лафеті, що були прийняті ще у 1910 році на озброєння російської імператорської армії. На момент будівництва (1929 — 1931 роки) відповідальні особи не мали новішої техніки, тому вибір впав на озброєння часів Першої світової війни.
Ці фортифікаційні споруди брали участь у Німецько-радянській війні. Під час першого генерального штурму КиУРа, що розпочав 29-й армійський корпус німців 4 серпня 1941 року, частина з них мала бойових контакт з супротивником з перших хвилин ворожого наступу.

## Галерея

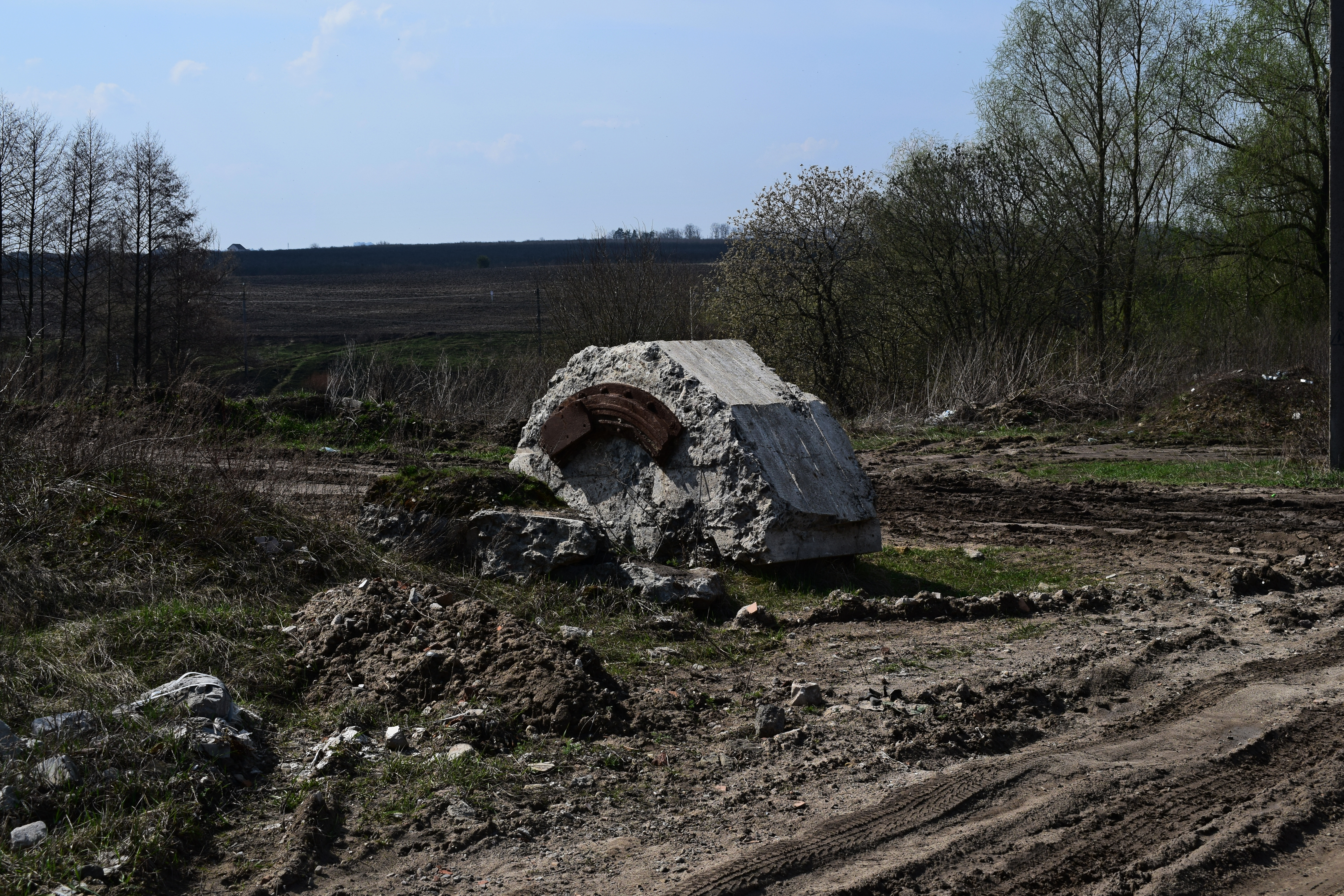
ТАУТ №206
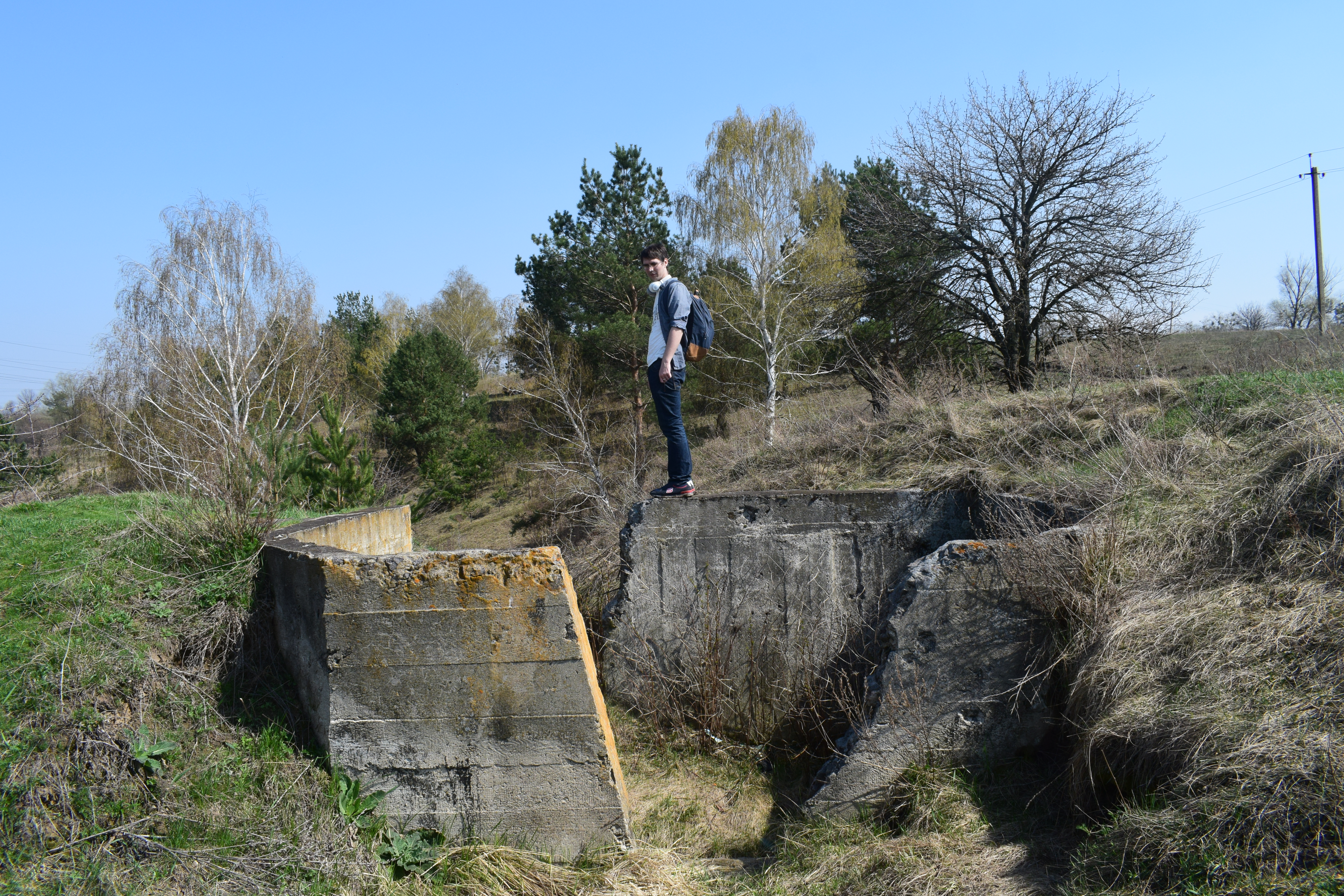
ТАУТ №207
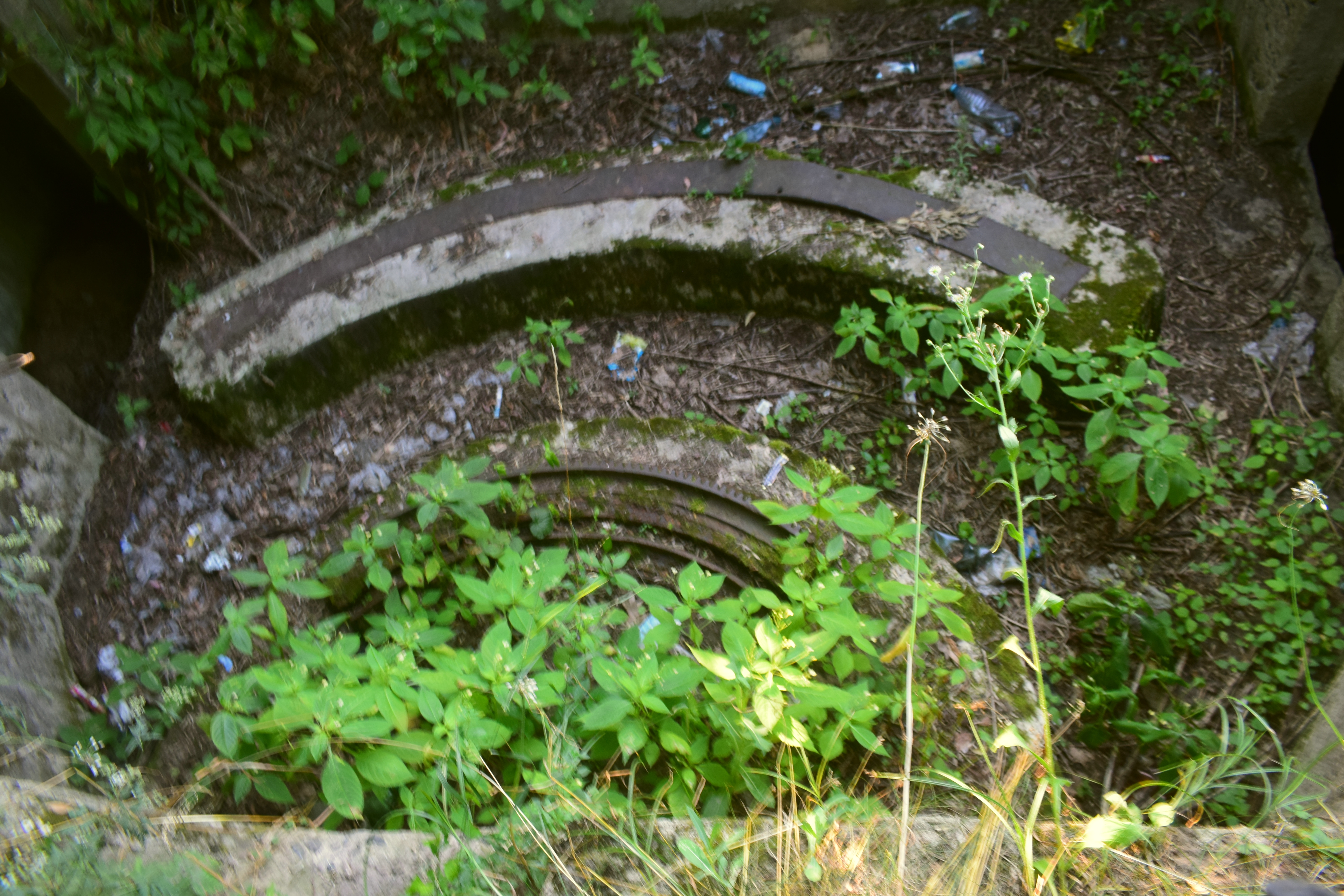
ТАУТ №231
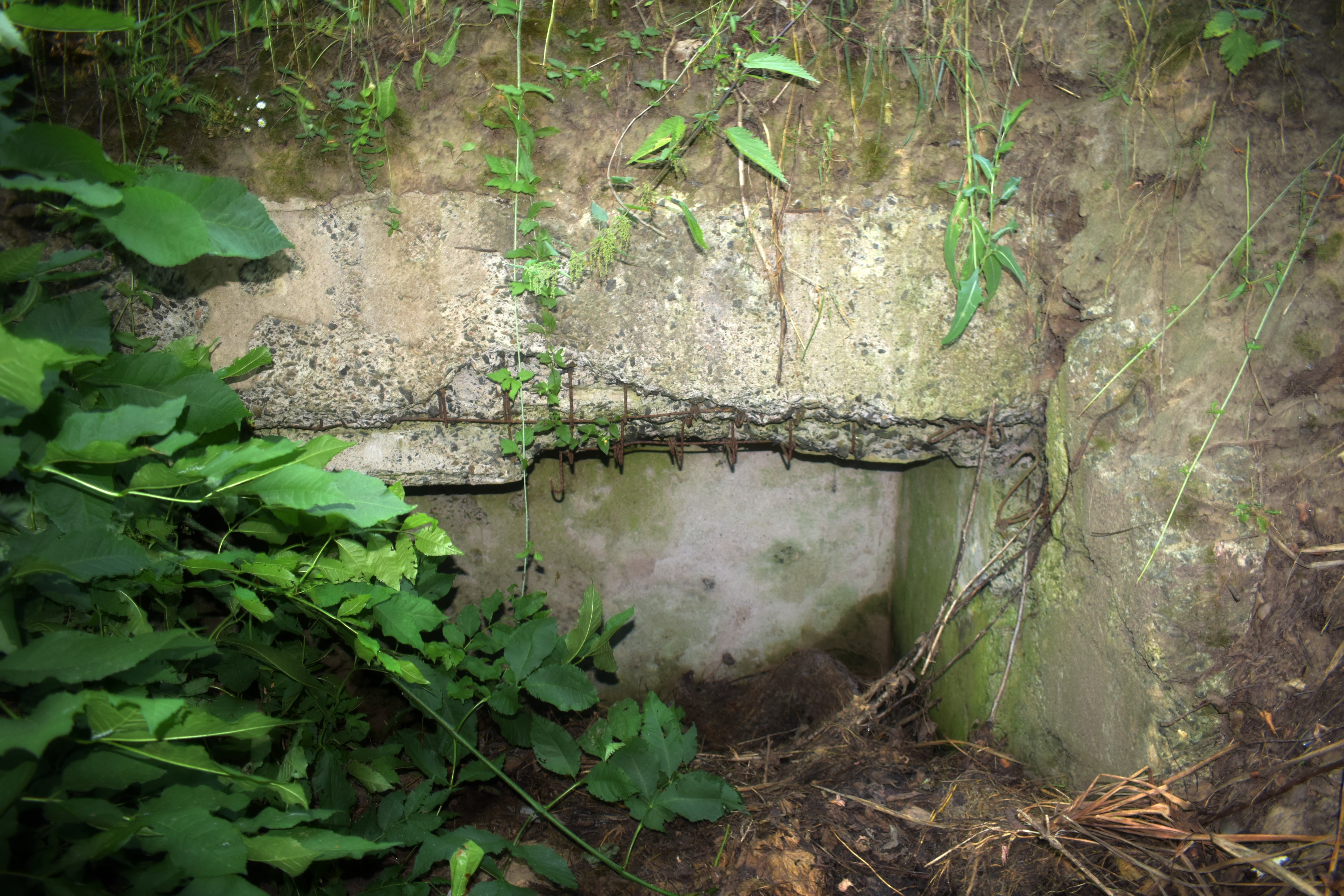
ТАУТ №232
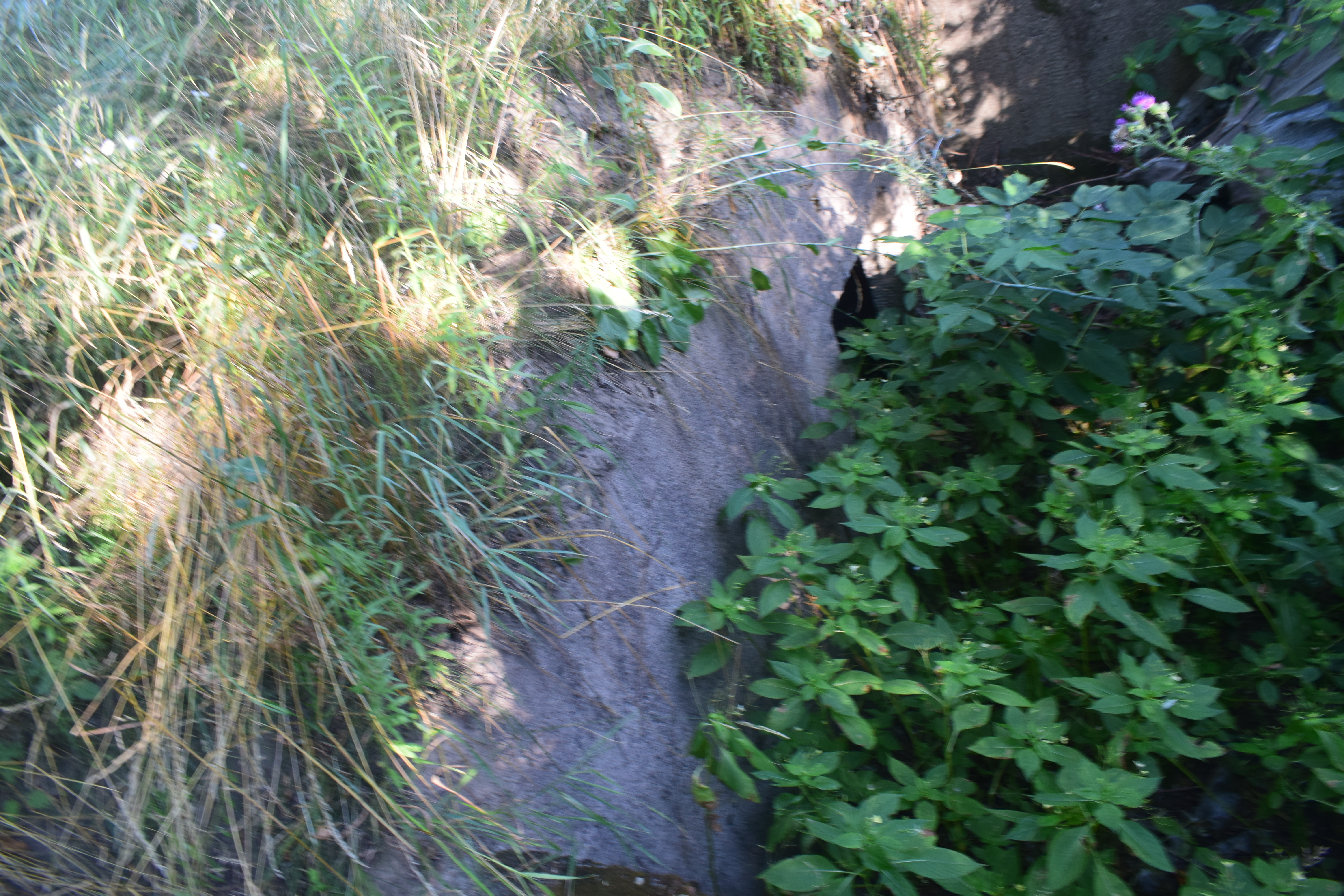
ТАУТ №233
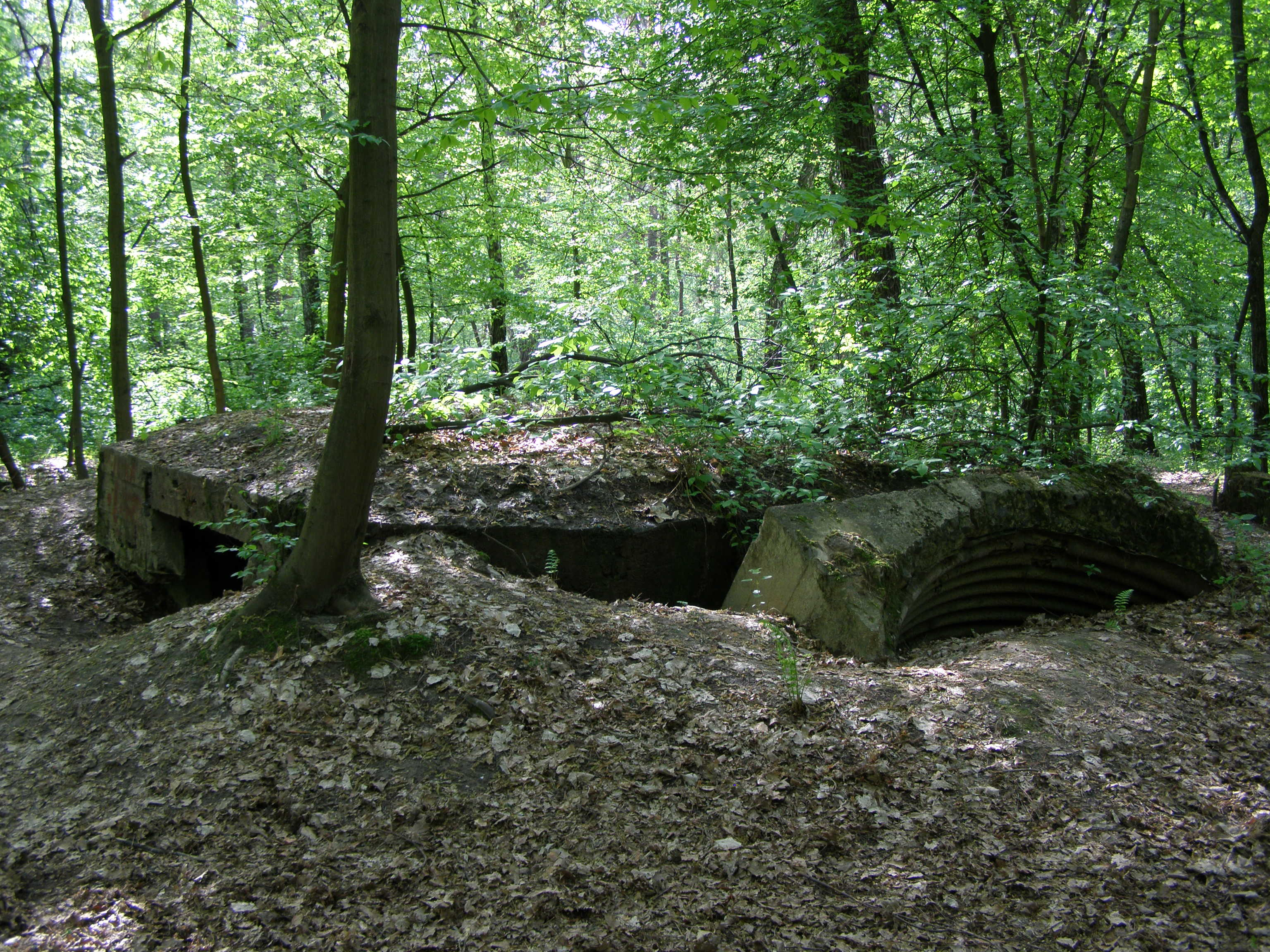
ТАУТ № 405 із з/б перекриттям